# Biblioteca católica central
La Biblioteca católica central (en irlandés: Leabharlann an Chreidimh; en inglés: Central Catholic Library) es una biblioteca ubicada en Dublín, la capital de la República de Irlanda. Fue fundada por el padre Stephen Brown, el 25 de junio de 1922 con el objetivo de ayudar a los laicos a educarse. Se trata de una biblioteca de suscripción voluntaria (la última que queda en la República de Irlanda) y abre a los visitantes seis días a la semana. Tiene una sección de préstamos, una sección de referencia y varias colecciones almacenadas en diferentes partes del edificio. Se encuentra en la 74 de Merrion Square, Dublin 2.